# Rosamunde Pilcher: Die Muschelsucher (1989)
Die Muschelsucher (Originaltitel The Shell Seekers) ist ein britisch-US-amerikanisches Filmdrama von 1989 unter der Regie von Waris Hussein. Neben Angela Lansbury in der Hauptrolle der Penelope Keeling sind Anna Carteret, Patricia Hodge und Christopher Bowen als deren Kinder besetzt.
Das Drehbuch beruht auf Rosamunde Pilchers Roman The Shell Seekers, der von John Pielmeier fürs Fernsehen bearbeitet wurde. Es handelt sich um die erste Verfilmung eines von Rosamunde Pilcher geschriebenen Romans, der noch viele folgen sollten. Der britische Regisseur Piers Haggard verfilmte die Geschichte 2006 in einer längeren Version mit Vanessa Redgrave in der Rolle der Penelope Keeling ebenfalls.

## Handlung
Penelope Keeling verlässt nach einem Herzinfarkt die Klinik auf eigenen Wunsch und in eigener Verantwortung und kehrt in ihr Heim, ein Landhaus in den Cotswolds, zurück. Penelopes Tochter Nancy, die mit ihrer Familie ganz in der Nähe lebt, kritisiert ihre Mutter, dass sie das Krankenhaus entgegen dem Rat der Ärzte verlassen hat. Da sie am Wochenende ihren Geburtstag feiert, bittet sie ihre Mutter ihr zuliebe zu der Feier zu erscheinen. Das Verhältnis der würdevollen älteren Dame zu ihren drei Kindern ist nicht unproblematisch. Nancy und ihr Bruder Noel, die daran interessiert sind in der Gesellschaft etwas zu gelten und materiell mehr als nur gut abgesichert zu sein, verkörpern nicht die Werte, nach denen Penelope ihre Kinder erzogen hat. Olivia, die eine erfolgreiche Journalistenlaufbahn eingeschlagen hat, steht ihrer Mutter am nächsten, ist aber viel unterwegs und hat selten Zeit für Penelope.
Penelope entschließt sich nach einem Anruf von Olivia, ihre Tochter, die mit ihrem neuen Partner Cosmo auf Ibiza lebt, zu besuchen. Auch Cosmos erwachsene Tochter Antonia lebt dort zusammen mit dem Paar in einem Haus in den Bergen. Olivia hat ein Angebot als Chefredakteurin bekommen und bittet ihre Mutter um Rat, ob sie annehmen soll. Penelope bedeutet ihr jedoch, dass nur sie selbst diese Entscheidung treffen könne und wie immer sie sich entscheide, es werde die richtige Entscheidung sein.
Nachdem Penelope in ihr Heim zurückgekehrt ist, fragt sie in der Gärtnerei nach, um jemanden für regelmäßige Gartenarbeit einzustellen. Man vermittelt ihr den sympathischen ehemaligen Studenten Danus. Als eines der Bilder von Penelopes Vater einen Preis von 200.000 £ erzielt, taucht Nancy bei ihrer Mutter auf, um sie dazu zu bewegen, weitere Bilder, die in ihrem Besitz sind, zu verkaufen in der Erwartung, dass ihre Mutter den kostspieligen Lebensstil der Familie unterstützen werde. Zudem macht sie Penelope Vorwürfe, dass sie, genauso wie ihr Bruder Noel, von ihr stets vernachlässigt worden sei, da die Mutter immer nur Olivia geliebt habe. Genau in diesem Moment klingelt das Telefon und Penelope muss eine weitere Hiobsbotschaft verkraften. Cosmo hatte einen zweiten Herzanfall und ist tot.
Nachdem die Bestattung auf See erfolgt ist, suchen Olivia und Antonia Penelope auf. Da Antonia nun kein Zuhause mehr hat; bietet Penelope ihr an, dass sie bei ihr bleiben könne, solange sie wolle. Aber auch Olivia braucht Trost, da sie den Job als Chefredakteurin angenommen und so weniger Zeit für Cosmo hatte. Noel wiederum sucht einen Grund, um sich im Haus unauffällig nach den Bildern seines Großvaters umsehen zu können und findet auch einen; er will den Dachboden aufräumen, ohne zu ahnen, dass seine Mutter diverse Skizzen und Bilder hinter der Schrankwand ihres Kleiderschrankes verbirgt. Als Penelope einige Sachen durchsieht, holen Erinnerungen an die Vergangenheit sie ein, wie so oft in letzter Zeit. Sie entschließt sich, einige der Skizzen über ihren guten Freund Roy Brookner verkaufen zu lassen, um mit dem Geld eine Reise nach Cornwall zu finanzieren, wo sich immer noch das Atelier ihres Vaters befindet.
Als Penelope ihren Sohn aufsucht, trifft sie in dessen Wohnung auf ihre Schwiegermutter Dolly, die ihr wieder einmal sagt, dass sie nie gut genug für ihren Sohn George gewesen sei und Penelope mit Vorwürfen überhäuft. Die Ansicht der Frauen darüber, wie man Kinder aufziehen sollte, klafft weit auseinander. Noel hört unbeabsichtigt einen Teil des Gesprächs mit an und läuft davon. In der Nacht holt Penelope der Traum vom Tod ihrer Mutter ein, die während des Krieges verschüttet worden war. Als sie in ihrer Küche auf Antonia stößt, lädt sie die junge Frau spontan ein, sie nach Cornwall zu begleiten. Danus ist ebenfalls dabei. Penelope besucht die Gräber ihrer Eltern und legt Muscheln auf die Grabsteine. Anschließend begibt sie sich zum Atelier. Hier kommt die Erinnerung an Richard zurück, einen in Cornwall stationierten Soldaten und ihre große Liebe. Und dann passiert das Unglaubliche, sie trifft Richard wieder. Beide führen ein langes, intensives Gespräch, in dem Penelope mit sich selbst hadert, weil sie es nicht geschafft habe, ihre Kinder zu glücklichen Menschen zu machen.
Penelope muss aber auch noch Danus Geheimnis ergründen, der sich gegenüber Antonia, die ihn liebt, seltsam verhält. Er erzählt ihr, dass er Epileptiker ist und von seinen Ängsten diesbezüglich. Das Gespräch zeigt den von Penelope erhofften Erfolg. Auch ihre drei Kinder betreffend hat Penelope eine Entscheidung getroffen. Sie hat das stets über ihrem Kamin hängende Bild „Die Muschelsucher“ einem Museum vermacht, damit auch andere Menschen sich daran erfreuen können. Den Erlös weiterer Skizzen und Bilder lässt sie zu einem Großteil ihren drei Kindern zukommen und auch Antonia und Danus bekommen Geld für einen gemeinsamen Start. Noch wichtiger ist Penelope aber, dass sie Nancy endlich klarmachen kann, wie sehr sie sie immer geliebt hat und dass auf der Hochzeitsfeier von Antonia und Danus auch Noel wieder die Annäherung an seine Mutter sucht.

## Produktion

### Produktionsnotizen
Es handelt sich um eine Produktion der Central Films Ltd. für Central Television in Zusammenarbeit mit der Marian Rees Associates, Inc. Die deutsche Fassung erfolgte durch Bavaria Film, Dialoge: Sabine Boquoi, Dialogregie: Otto Düben, Redaktion: Ute Garbe, Süddeutscher Rundfunk (SDR) Stuttgart.

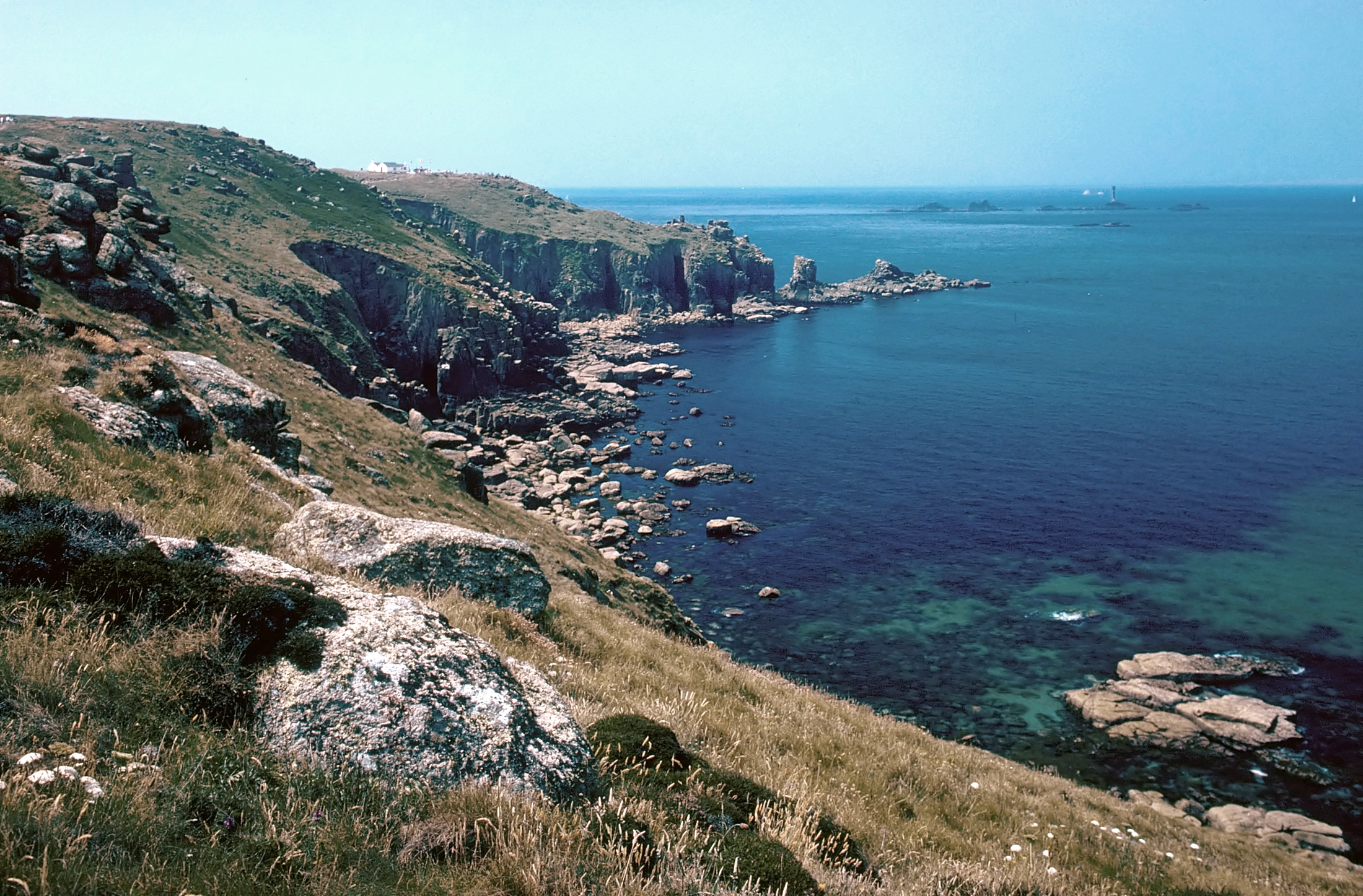
Land’s End, einer der Drehorte des Films

### Drehorte

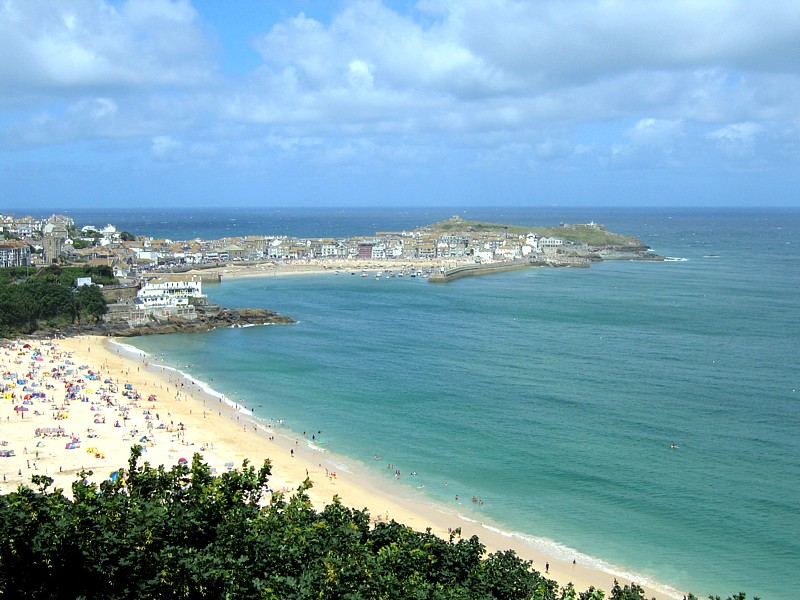
St. Ives – Hafen und Porthminster Beach, einer der Drehorte des Films

Die Dreharbeiten fanden auf der spanischen Baleareninsel Ibiza, in dem kleinen Fischerdorf Lamorna Cove in Cornwall in England sowie in Land’s End in Cornwall statt, wo Porthgwarra und das State House Hotel, unweit von Land’s End gelegen, ebenfalls als Drehort dienten. Des Weiteren wurde in den Lee International Studios in Shepperton in der Grafschaft Surrey in England gedreht. In dem in der Grafschaft Cornwall gelegenen Ort Marazion entstanden weitere Aufnahmen. Außerdem fanden Dreharbeiten in der in Cornwall gelegenen Stadt St Ives statt.

### Veröffentlichung
Der Film wurde in den Vereinigten Staaten am 3. Dezember 1989 unter dem Originaltitel The Shell Seekers veröffentlicht, in Schweden am 19. August 1990 unter dem Titel Snäcksamlarna und in Österreich am 23. April 1997 unter dem Titel Die Muschelsucher. In den USA firmiert der Film außerdem unter dem Alternativtitel Hallmark Hall of Fame: The Shell Seekers (#39.1). Im deutschen Fernsehen lief der Film erstmals am 14. Januar 1991 unter dem Titel Liebe ohne Fesseln beim SDR, am 23. April 1997 strahlte das ZDF den Film erstmals aus, dort firmierte er unter dem Titel Die Muschelsucher.
Der Film erschien am 24. Juni 2016 auf DVD, herausgegeben vom Pidax Film- und Hörspielverlag innerhalb der Reihe „Film-Klassiker“.

## Rezeption

### Kritik
Auf der Seite The Movie Scene heißt es, es sei eine „interessante Erfahrung“, den Film zu schauen, besonders dann, wenn man die länger gehaltene Zweitverfilmung von 2006 zuvor gesehen habe. Dann falle einem auf, dass man versuche, sehr schnell voranzugehen und alles in die 102 Minuten hineinzustopfen, was dem Film einen Teil der Charaktertiefe nehme, die erforderlich sei, damit der Aufbau funktioniere und man die Charaktere verstehe. Das raube dem Film etwas von seinem Charme, da er eilig wirke. Perfekt besetzt sei die Rolle der Penelope mit Angela Lansbury, die so viel wortlos und mit nur einem Blick sagen könne. Alles in allem sei ‚The Shell Seekers‘ ein bezaubernder Film mit wunderschönen Schauplätzen, in dem Angela Lansbury hervorsteche. Leider würden die Szenen, in denen Penelope nicht vorkomme, überstürzt wirken, wodurch die Figuren der Kinder oft klischeehaft seien.
Der Filmdienst schrieb, der Grundtenor des Pilcher-Romans sei auf Wunsch der Produktionsfirma im Gegensatz zum Buch gehörig „aufgehellt“ worden.
TV Spielfilm meinte, der Film sei „immerhin britischer als die ZDF-Pilchers“.

### Auszeichnungen
Primetime Emmy Awards 1990
- Primetime Emmy für James Di Pasquale für seine hervorragende Musik zum Film

Nominierungen für den Primetime Emmy
- für Fred A. Chulack für den Schnitt
- für Irene Worth für ihre Darstellung der Dolly Keeling